# Municipio de Kārsava
El municipio de Kārsavas (en Letón: Kārsavas novads) es uno de los ciento diez municipios de Letonia, se encuentra localizado en el suroeste de dicho país báltico. Fue creado durante el año 2009 después de una reorganización territorial. La ciudad capital es la ciudad de Kārsava.

## Ciudades y zonas rurales
- Goliševas pagasts (zona rural)
- Kārsava (ciudad)
- Malnavas pagasts (zona rural)
- Mērdzenes pagasts (zona rural)
- Mežvidu pagasts (zona rural)
- Salnavas pagasts (zona rural)

## Población y territorio
Su población se encuentra compuesta por un total de 7.128 personas (2009). La superficie de este municipio abarca una extensión de territorio de unos 628,4 kilómetros cuadrados. La densidad poblacional es de 11,34 habitantes por cada kilómetro cuadrado.